# Ниси-ку (Кобе)

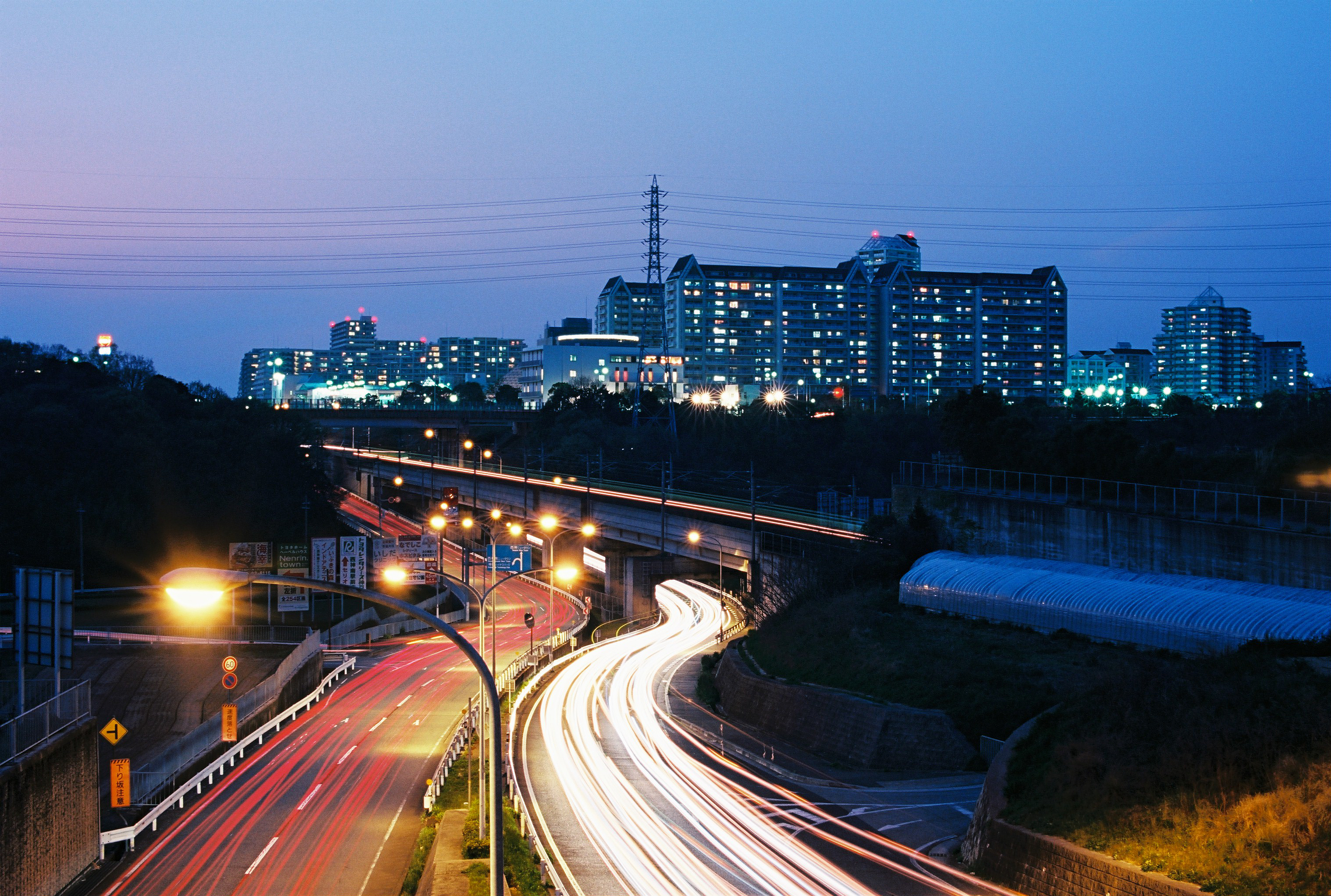
Ночной вид на Сэйсин Нью-Таун

Ниси-ку（яп. 西区) — один из девяти административных районов, составляющих город  Кобе префектуры Хёго. Цветок района — гвоздика. 

## Общие сведения
Район Ниси-ку принадлежал к уезду Акаси, так же как район Таруми-ку, и у него есть тесная связь с соседним городом Акаси. Ожидается, что этот район станет сосредоточением новой культуры и центром образования города Кобе, поэтому в нем самое большое население среди девяти городских районов, и он занимает примерно 30% городской площади. Район Ниси-ку – самая новая административная единица в городе, выделенная из района Таруми-ку в 1982 году.

## География
Район Ниси-ку расположен к западу от горной гряды Рокко, на восточной окраине равнины Бансю, по большей части в холмистой местности и в долине, размытой реками Акаси-гава, Икава и др. Города Кандэ и Иваока в западной части – это сельскохозяйственный район, который находится на восточной окраине плато Инами, где разбросаны многочисленные водоёмы.

## История
- 1 августа 1982  – район  Ниси–ку был учрежден  в области, где раньше находились вошедшие в район Таруми-ку деревня Икавадани , деревня Хасэтани, деревня Тамацу, деревня Хирано, деревня Осибэдани, деревня Кандэ и деревня Иваока из уезда Акаси. Первоначальная численность населения – около 94,000 человек[1].
- Март 1985  — в районе был устроен академический городок города Кобе[2].
- 1 апреля 1990  – в университетском городке начали работать четыре университета и одна технологическая школа-институт, которые либо открылись там, либо переехали туда из других мест.
- 17 января 1995  – произошло  сильное землетрясение на юге префектуры Хиого (Великое землетрясение Хансин-Авадзи).

## Население
Когда произошло Великое землетрясение Хансин-Авадзи, население в центральных районах Кобе резко сократилось. А в Ниси-ку мало людей пострадало из-за землетрясения, и к тому же там строились новые микрорайоны («Нью-Тауны»), поэтому туда, особенно в микрорайон Сэйсин-минами Нью-Таун, где было большое количество новых квартир, переехало много людей из центра Кобе и, следовательно, там резко увеличилось население. В районе Ниси-ку самое высокое число детей до 15 лет среди всех девяти городских районов, а число пожилых людей старше 65 лет, наоборот самое низкое. Но на самом деле – эта статистика верна только для зон «Нью-Таун», а в бывших деревнях, таких как Кандэ, население старше 65 лет составляет более 25%. 

## Научно-исследовательский академгородок города Кобе
Микрорайон, в котором сконцентрированы учебные заведения, планировался как часть Сэйсин Нью-Таун, который представляет собой многофункциональный жилой и промышленный комплекс. Это один из академических городков в Японии, на территории которого расположены в том следующие образовательные учреждения:
- кампус префектурального университета Хёго в академгородке Кобе[4];
- университет иностранных языков города Кобе[4];
- высшая школа сестринского образования города Кобе[4];
- университет маркетинговых наук и логистики[4];
- университет дизайна Кобе[4].